# Архиепархия Себу
Архиепархия Себу (лат. Archidioecesis Nominis Iesu o Caebuana) — архиепархия Римско-Католической Церкви с центром в городе Себу, в четвёртом и старейшем городе Филиппин. В митрополию Себу входят епархии Думагете, Маасина, Тагбиларана и Талибона. Архиепархия включает в себя филиппинскую провинцию Себу. Кафедральным собором архиепархии Себу является Кафедральный собор Святого Виталия. С 15 октября 2010 года архиепископом Себу является архиепископ Хосе Серофия Пальма.

## История
Святой Престол учредил епархию Себу 14 августа 1595 года буллой Super specula militantis Ecclesiae папы римского Климента VII, получив территорию от епархии Манилы. В то же время епархия Манилы был возведен в ранг митрополии Манилы, а епархия Себу стал суффраганной епархией.
27 мая 1865 года уступила часть своей территории в пользу учреждённой епархии Харо (сегодня — архиепархия).
10 апреля 1910 года уступила часть своей территории в пользу учреждённой епархии Калбайога и Замбоанги (сегодня — архиепархия).
15 июля 1932 года уступила часть своей территории в пользу учреждённой епархии Баколода.
28 апреля 1934 года епархия была возведена в ранг митрополии-архидиоцеза буллой Romanorum Pontificum папы римского Пия XI.
8 ноября 1941 года уступила часть своей территории в пользу учреждённой епархии Тагбиларана.

## Ординарии
- епископ Pedro de Agurto, O.S.A. — (30 августа 1595 — 14 октября 1608); 
  - Sede vacante (1608-1612)
- епископ Pedro Arce, O.S.A. — (17 сентября 1612 — 16 октября 1645);
  - Sede vacante (1645-1660)
- епископ Juan Velez — (26 января 1660 — 1662);
- епископ Juan López — (23 апреля 1663 — 14 ноября 1672), назван архиепископом Манилы;
  - Sede vacante (1672-1676)
- епископ Diego de Aguilar, O.P. — (16 ноября 1676 — 1 октября 1692);
  - Sede vacante (1692-1697)
- епископ Miguel Bayot, O.F.M.Disc. — (13 мая 1697 — 28 августа 1700);
  - Sede vacante (1700-1705)
- епископ Pedro Sanz de la Vega y Landaverde, O. de M. — (26 января 1705 — 17 декабря 1717); 
  - Sede vacante (1717-1722)
- епископ Sebastián Foronda — (2 марта 1722 — 20 мая 1728);
  - Sede vacante (1728-1734)
- епископ Manuel de Ocio y Campo — (20 января 1734 — 21 июля 1737);
  - Sede vacante (1737-1740)
- епископ Protacio Cabezas — (29 августа 1740 — 3 февраля 1753);
  - Sede vacante (1753-1757)
- епископ Miguel Lino de Ezpeleta — (18 июля 1757 — 1771);
  - Sede vacante (1771-1775)
- епископ Mateo Joaquin Rubio de Arevalo — (13 ноября 1775 — 1788);
  - Sede vacante (1788-1792)
- епископ Ignacio de Salamanca — (24 сентября 1792 — февраль 1802);
- епископ Joaquín Encabo de la Virgen de Sopetrán, O.A.R. — (20 августа 1804 — 8 ноября 1818);
  - Sede vacante (1818-1825)
- епископ Francisco Genovés, O.P. — (21 марта 1825 — 1 августа 1827);
- епископ Santos Gómez Marañón, O.S.A. — (28 сентября 1829 — 23 октября 1840);
  - Sede vacante (1840-1846)
- епископ Romualdo Jimeno Ballesteros, O.P. — (19 января 1846 — 17 марта 1872);
  - Sede vacante (1872-1876)
- епископ Benito Romero, O.F.M. — (28 января 1876 — ноябрь 1885);
- епископ Martín García y Alcocer, O.F.M. — (7 июня 1886 — 30 июля 1904);
- епископ Thomas A. Hendrick — (17 июля 1903 — 29 ноября 1909);
- епископ Giovanni Battista Gorordo — (2 апреля 1910 — 19 июня 1931);
- архиепископ Габриэль Мартелино Рейес (29 июля 1932 — 25 августа 1949), назван архиепископом Манилы;
- кардинал Хулио Росалес-и-Рас — (17 декабря 1949 — 24 августа 1982);
- кардинал Рикардо Хамин Видаль — (24 августа 1982 — 15 октября 2010);
- архиепископ Хосе Серофия Пальма — (15 октября 2010 — 16 июля 2025);
- архиепископ Альберто Сай Уй (16 июля 2025 — по настоящее время).

## Суффраганные диоцезы
- Диоцез Думагете;
- Диоцез Маасина;
- Диоцез Тагбиларана;
- Диоцез Талибона.

## Источник
- Annuario Pontificio, Ватикан, 2007